# 全国アニメーション総会
全国アニメーション総会（ぜんこくアニメーションそうかい）は1970年から開始された日本のアニメーションサークルの会合で、ほぼ年1回、4地域持ち回り（名古屋、静岡、東京、関西）で開催されている。略称は アニメ総会、全国総会など。

## 背景
日本では1960年代から1970年代にかけてアニメーションの制作者・研究者・ファンなどによるグループが各地に形成され上映会・自主制作・会誌発行・交流などを行い、次第に地域間も含めた会合や合同上映会なども企画された。背景には、1960年からのテレビアニメ開始による第一次アニメブーム、1965年以降の家庭用8ミリカメラ普及によるアニメーションを含めた自主映画や上映会の普及、1972年の情報誌『ぴあ』創刊などがあった。
1960年代のアニメーション三人の会は主にプロの制作者のグループだったが、1960年代後半より東京アニメーション同好会（アニドウ）、東海アニメーションサークル(TAC)、しあにむ、阪神アニメーショングループ(HAG)などの研究上映サークルが各地で誕生し、その交流の場として1970年に「全国アニメーション総会」が開始され、その各地域連携により1975年より「プライベート・アニメーション・フェスティバル」も開催された。
更に1980年前後より日本アニメーション協会のワークショップ受講者らを中心にしたグループえびせん、アニメーション80、地球くらぶなど多数の自主制作グループ、大学などのアニメーションサークル、またDAICON FILMなどが生まれ、1985年には広島国際アニメーションフェスティバルが開始された。また東映動画ファンクラブ（当時）など制作会社運営のファンクラブ、プロジェクトチームDoGAなど家庭用パーソナルコンピュータでも可能なコンピュータグラフィックス技法の開発集団、大学サークル間の合同上映組織のアニメーション研究会連合なども誕生した。
しかし1990年代以降はレンタルビデオ、インターネット、更にはFlashなどのコンピュータグラフィックス、YouTubeなどの動画投稿サイトの普及もあり、作品鑑賞、自主制作、情報交換などは個人でも容易となり、従来のサークルや会合は減少や高齢化も進んでいる。

## 概要
全国アニメーション総会は、アニメ研究家の森卓也らの発案で、1970年10月に当時の4サークル（名古屋の「東海アニメーションサークル」(TAC)、静岡の「しあにむ」、東京の「東京アニメーション同好会」、関西の「アニメーション映画の会(AFG)」）などが古屋市の大乗寺に宿泊して開催し、これが「第一回」となった。
翌年の「第二回アニメ総会」は静岡、「第三回全国アニメーション総会」は東京、「第4回アニメーション全国総会」は関西（京都）で開催され、年1回、4地域持ち回り、開催地域サークルによる主催、1泊2日程度の合宿形式、プロ・アマやサークル・個人を問わない、深夜を含めたマラソン上映などが徐々に定着した。
初期の常連解説者は森卓也、おかだえみこ、杉本五郎、なみきたかし、望月信夫など、主なゲストや参加者は政岡憲三、岡本忠成、川本喜八郎、相原信洋、月岡貞夫、小野耕世、辻真先、古川タクなど。
全国総会で繋がりを深めた各地域サークルが連携して、1975年よりプライベート・アニメーション・フェスティバルが全国で計10回開催された。また1977年に関西、1987に静岡、1989年に東京の主催サークルが交代した。
1980年代以降の主なゲストや講演者は、下川広志、望月信夫、保田克史、プロジェクトチームDoGA、鈴木伸一、芝山努、望月智充、原口正宏、半田利弘など。
1982年の「第13回 全国アニメ総会」（名古屋大会）では参加者全員が「怪人二十面相」のしりとりアニメーションを作画し、徹夜で8ミリカメラ撮影を行い翌朝上映した。(2018年 第49回に再現。)
2019年11月の「第50回 全国アニメーション総会 in 伊東」（静岡総会）では写真スライドを使用した企画「総会50回をふりかえる」が行われた。